# Cerchysiella takenakai
Cerchysiella takenakai is een vliesvleugelig insect uit de familie Encyrtidae. De wetenschappelijke naam is voor het eerst geldig gepubliceerd in 1980 door Tachikawa.